# Arnoldusstraße 17 (Arnoldsweiler)

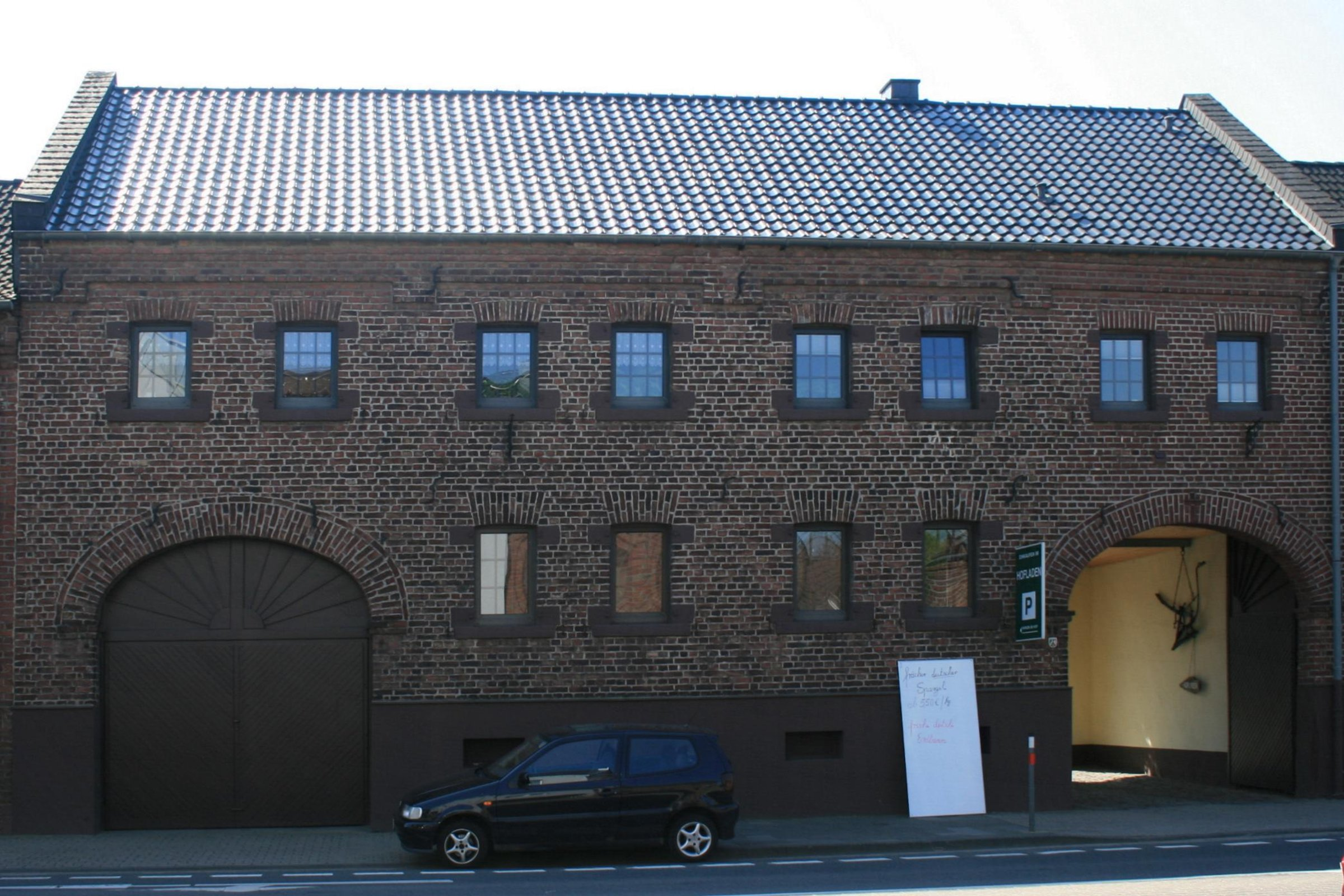

Das Gebäude Arnoldusstraße 17 befindet sich im Dürener Stadtteil Arnoldsweiler in Nordrhein-Westfalen. 
Das Haus wurde in der ersten Hälfte des 19. Jahrhunderts erbaut.
Das zweigeschossige, traufständige Wohnhaus wurde aus Backsteinen mit hohem Sockel und Satteldach errichtet. Es hat acht Achsen, Sohlbänke und Angelsteine aus Blaustein. An jeder Seite der Straßenfront befindet sich eine rundbogige Toreinfahrt.
Das Bauwerk ist unter Nr. 13/012 in die Denkmalliste der Stadt Düren eingetragen.